# За кулисами политики и литературы
«За кулисами политики и литературы. 1848—1896» — мемуары Евгения Михайловича Феоктистова, посвящённые истории русской литературы, общественной мысли и политики во второй половине XIX века. Писались в течение 10 лет (предположительно, с 1887 по 1896 гг.). Базой для них являлись письма, документы и дневник, который тщательно вёл Евгений Михайлович в течение многих лет. Однако не всё было помещено в сочинение: что-то отбрасывалось, что-то перерабатывалось и изменялось.

## История опубликования
Первые сведения об оставленных записках появились вскоре после смерти Феоктистова. Несмотря на это, дореволюционная цензура просто не пропустила этот материал. Только в 1918 году бумаги Е. М. Феоктистова были переданы престарелой вдовой мемуариста в Пушкинский дом, но с условием, что политические главы не будут напечатаны. До 1929 года (когда впервые были опубликованы в Ленинграде мемуары) велась большая подготовительная работа. В 1921 году Б. Л. Модзалевский опубликовал несколько листов первой главы воспоминаний Е. М. Феоктистова в «Тургеневском сборнике» под редакцией А. Ф. Кони, в 1926 году он же выпустил большую часть главы второй в издании «Атеней» под ред. Б. Л. Модзалевского и Ю. Г. Оксмана (кн. III. с 86—114). После смерти Б. Л. Модзалевского подготовку к печати всего текста мемуаров Е. М. Феоктистова продолжили Ю. Г. Оксман, А. С. Николаев, А. Е. Пресняков, А. А. Шилов и С. П. Шестериков. Использовался преимущественно беловой автограф — девять тетрадей большого почтового формата, по реестру Пушкинского дома № 9123. 1Л1. 8. 15.
Так как эти тетради были пронумерованы автором вразнобой, то редакторам пришлось расположить их в хронологической последовательности (насколько это было возможно). Так, один из эпизодов 3-й главы (история борьбы претендентов на аренду «Московских ведомостей» после смерти М. Н. Каткова) был перемещён в 7 главу из-за того, что дважды упоминался и в той, и в другой главе, но в 3-й наиболее полно.
Каждая тетрадь рассматривалась как отдельная глава, только одна из них была поделена на 3 главы- V,VI,VII. В итоге мемуары имели 11 глав, одна из которых, правда, была напечатана отдельно (в сборнике «Атеней», книга III,стр. 86-114).
Помимо основного материала, использовались материалы чернового варианта записок. К изданию были составлены примечания к воспоминаниям.
В 1929 году в Ленинграде издательством «Прибой» было выпущено первое издание мемуаров Е. М. Феоктистова под названием «За кулисами политики и литературы», во многом раскрывающим направленность этих воспоминаний. Воспоминания состояли из 10 глав.
Второе издание увидело свет уже в 1991 году.

## Характеристика мемуаров
Если говорить о внутренней характеристике этого сочинения, то можно выделить несколько особенностей:
Хронологическая канва записей практически не выдержана — повествование начинается со встречи в 1850 году автора с И. С. Тургеневым и заканчивается эпизодом, в котором раскрываются взаимоотношения между И. В. Гурко и императором Николаем II уже в 1896 году, однако автор в ходе своего неспешного рассказа время от времени перескакивает с более позднего эпизода на более ранний и наоборот. Так, после повествования о Федералистских тенденциях аристократов-конституционалистов 60-х годов и польском вопросе во второй главе третья начинается с жизнеописания профессора П. Н. Кудрявцева и поворотного в его жизни 1848 года, а также с перипетий западников и славянофилов. После упоминания о смерти М. Н. Каткова 1887 году и Д. А. Толстого в 1889 году следующая глава возвращает нас в 1867 году, когда впервые познакомились автор и генерал П. П. Альбединский; после рассказа о разрыве Феоктистова и Д. А. Милютина, владельца «Русского инвалида», в 1872 году автор мемуаров переходит к рассказу о графине Салиас и работе в её «Русской речи» в 1861 году. Также он может дважды вспомнить одно и то же событие (переезд Е. М. Феоктистова в Петербург в 1862 году фигурирует дважды — в 4 и 9 главах). Каждая глава представляет собой скорее отдельный рассказ, в котором автор через анализ определённых событий (каких он считает нужным упоминать в этих записках) даёт оценку определённым личностям, причём часто рассказ об одном человеке логично вытекает в рассказ о его родственнике или друге, с которым автор тоже имел честь познакомиться. Этому может быть посвящена как одна глава (в случае с Е. В. Салиас-де-Турнемир и И. В. Гурко—10 глава; Н. П. Игнатьевым и К. П. Победоносцевым—6 глава, А. М. Горчаковым—2 глава, А. В. Головниным—4 глава), так и несколько (воспоминаниям о М. Н. Каткове и его журнале отводится 3-7 главы, о Д. А. Толстом—5-7 главы).
Источник многогранен — он посвящён и рассказу об общественных движениях (идейных противоречиях западников и славянофилов; о нигилистах), и описанию политических перипетий, и вопросам русской литературы, печати и цензуры, причём повествование ведётся с позиции журналиста, а с 1863 года — петербургского чиновника, человека, который из либерала постепенно превратился в охранителя монархических порядков. Эта эволюция представляется весьма любопытной, так как позволяет проследить, как он под воздействием изменившихся взглядов стал давать оценку тому или иному событию, как он стал смотреть на что-либо.
В этих мемуарах автор стремился наиболее полно показать как правящую верхушку, так и всех тех, с кем сталкивала его судьба на протяжении всей жизни-императоров Александра II, Александра III и Николая II; И. С. Тургенева, В. П. Боткина, Н. А. Некрасова, А. И. Герцена, Д. А. Толстого, А. М. Горчакова, К. П. Победоносцева, М. Н. Каткова, Д. А. и Н. А. Милютиных, Н. П. Игнатьева, П. А. Валуева, Е. В. Салиас-де-Турнемир, А. В. Головнина, И. В. Гурко. Причём своей целью он ставил описание скорее не деяний, а «нравственной физиономии» героев его записок. Это ему в высшей степени удалось (с некоторыми оговорками), так как он имел возможность близко общаться с теми, кого он описывает в своих мемуарах.

«Феоктистов—свой человек в правящей среде и в течение нескольких десятков лет эту среду не извне наблюдает, а освещает изнутри»
— А.Е. Пресняков. Вводная статья к "Воспоминаниям Е.М. Феоктистова. За кулисами политики и литературы. 1848-1896"
Но тут мы наталкиваемся на существенный недостаток—тенденциозность и субъективность источника. Автор мог опустить подробности или не говорить вовсе о том, что могло его как-то скомпрометировать или же о чём ему не хотелось вспоминать в силу своих внутренних установок.
Так, он редко и неохотно упоминал о переходе из одного общественно-политического лагеря в другой, с пренебрежением вспоминал о своей работе в качестве редактора «Русской речи», которую он называл «злополучной». Зато воспоминаниям о «Московских ведомостях», «Русском инвалиде», о М. Н. Каткове, Д. А. Толстом, братьях Милютиных он отводил немало страниц. Феоктистов то ли не хотел, то ли не мог обосновать, почему претерпели изменение его общественно-политические взгляды, почему из левого либерала он превратился в реакционера, из радикала-разночинца, который по молодости участвовал в работе кружка Петрашевского и, в опору монархии и сподвижника К. П. Победоносцева, Д. А. Толстого, М. Н. Каткова.
Ю. Г. Оксман, участвовавший в подготовке мемуаров к печати, полагает, что повествование велось не в хронологическом порядке, а в форме цикла рассказов об определённых личностях именно потому, что некоторые моменты из жизни Феоктистова были им опущены намеренно.
И всё же нельзя отрицать, что при всей своей субъективности и реакционной направленности сочинение Евгения Михайловича являлось, является и будет являться ценнейшим материалом для изучения общественно-политической жизни второй половины XIX века в России. В частности, немало страниц он посвящает цензуре и анализу состояния русской периодической печати. Правда, далеко не о всех изданиях он упоминает. Так, за бортом остались сатирические журналы и рабочие газеты. Об оппозиционных газетах он пишет немного и в негативном ключе, намеренно принижая своё участие в их работе. Зато подробнейшим образом рассказывает об проправительственных печатных органах — «Московских ведомостях», «Русском инвалиде», «Журнал Министерства народного просвещения».